# Othercide
Othercide — компьютерная тактическая ролевая игра, разработанная студией Lightbulb Crew и выпущенная Focus Entertainment в 2020 году. Игра вышла на Windows, PlayStation 4, Xbox One и Nintendo Switch.

## Игровой процесс
В Othercide игрок управляет группой воительниц, называемых Дочерьми, которые сражаются против кошмаров Страдания из другого измерения. Для боя игрок собирает группу из трёх-четырёх Дочерей. В игре доступны три класса, отличающиеся характеристиками и навыками: мечник, щитоносец и стрелок. Умения открываются по мере прокачки персонажей, кроме того Дочери с ростом уровней получают черты, добавляющие пассивные бонусы. Игроку также открываются осколки памяти, которые можно тратить на улучшение умений Дочерей.
Во время сражения Дочери и их противники по очереди выполняют действия. Отображающая порядок хода временная шкала является динамической, игра позволяет использовать различные навыки, чтобы отложить ход противника или ускорить ход другой Дочери. Все действия требуют очков действия, и если игрок потратит слишком много очков действий, Дочь будет истощена и ей придется дольше ждать свой следующий ход. Навыки Дочерей можно комбинировать вместе, чтобы запустить цепную реакцию. Атаки с фланга или в спину наносят увеличенный урон.
Часть умений Дочерей (прерывания и комбо) для выполнения требует затрат очков здоровья, а не действий.

## Восприятие
| Сводный рейтинг       | Сводный рейтинг                     |
| Агрегатор             | Оценка                              |
| --------------------- | ----------------------------------- |
| Metacritic            | PC: 78/100 PS4: 77/100 XONE: 68/100 |
| Иноязычные издания    |                                     |
| Издание               | Оценка                              |
| GameSpot              | 8/10                                |
| IGN                   | 9/10                                |
| Nintendo Life         | [ 8 ]                               |
| PC Gamer (US)         | 76/100                              |
| Push Square           | [ 10 ]                              |
| RPGamer               | [ 11 ]                              |
| RPGFan                | 80/100                              |
| USgamer               | 3,5/5                               |
| Русскоязычные издания |                                     |
| Издание               | Оценка                              |
| StopGame.ru           | Похвально                           |

По данным агрегатора Metacritic версии игры для ПК и PS4 получили в основном положительные оценки от критиков, в то время как версия для Xbox One удостоилась смешанных отзывов.